# Klec (Jindřichův Hradec-i járás)
Klec település Csehországban, a Jindřichův Hradec-i járásban. Klec Val, Lomnice nad Lužnicí, Novosedly nad Nežárkou és Lužnice településekkel határos. Lakosainak száma 162 fő (2024. január 1.).

## Népesség
A település lakosságának változását az alábbi diagram mutatja:
| Lakosok száma | 248  | 334  | 349  | 260  | 219  | 197  | 172  | 165  | 166  | 162  |
|               | 1869 | 1890 | 1921 | 1950 | 1980 | 2001 | 2017 | 2019 | 2022 | 2024 |